# Acraea chyula
Acraea chyula är en fjärilsart som beskrevs av Van Someren 1939. Acraea chyula ingår i släktet Acraea och familjen praktfjärilar. Inga underarter finns listade i Catalogue of Life.